# 2022년 CONCACAF W 챔피언십 선수 명단
각 팀은 2022년 CONCACAF W 챔피언십에 참여할 최종 선수 명단 23명을 제출해야 하며, 이 중 3명은 골키퍼여야 한다. 선수가 팀의 첫 경기 전에 토너먼트에 참가할 수 없을 정도로 심하게 부상을 입거나 아프면 예선 명단에 있는 다른 선수로 교체될 수 있다. 6월 8일, 모든 팀은 예비 명단을 제출했다. 최종 명단은 2022년 6월 29일에 발표되었다.

## A조

### 멕시코
틀:2022년 CONCACAF W 챔피언십 멕시코 선수 명단

### 미국
틀:2022년 CONCACAF W 챔피언십 미국 선수 명단

## B조

### 캐나다
틀:2022년 CONCACAF W 챔피언십 캐나다 선수 명단

### 코스타리카
틀:2022년 CONCACAF W 챔피언십 코스타리카 선수 명단

### 파나마
틀:2022년 CONCACAF W 챔피언십 파나마 선수 명단

### 트리니다드 토바고
틀:2022년 CONCACAF W 챔피언십 트리니다드 토바고 선수 명단